# Карповское (озеро, Ленинградская область)
Карповское (фин. Ahvenjärvi) — озеро на территории Каменногорского городского поселения Выборгского района Ленинградской области.

## Общие сведения
Площадь озера — 0,7 км². Располагается на высоте 18,3 метров над уровнем моря.
Форма озера лопастная, продолговатая: вытянуто с северо-запада на юго-восток. Берега каменисто-песчаные, преимущественно возвышенные.
Озеро протокой связано с рекой Козловкой, впадающей в озеро Любимовское. Из Любимовского воды по реке Дымовке попадают в Вуоксу.
Ближе к юго-восточной оконечности озера расположены три небольших острова, самый крупный из которых носит название Васкасаари (фин. Vaskasaari).
С запада от озера проходит лесная дорога.
Название озера переводится с финского языка как «окунёвое озеро».
Код объекта в государственном водном реестре — 01040300211102000012448.